# Гауш Любов Миколаївна
Любов Миколаївна Гауш (до шлюбу Міліоті; 1873, Санкт-Петербург — 1943) — російська та українська художниця, дружина живописця Олександра Гауша.

## Життєпис
Любов Міліоті народилась 1873 року в Санкт-Петербурзі. У 12-річному віці почала навчатися малюванню у художника Олексія Корзухіна, потім у Івана Творожнікова, що викладав на той час в Академії мистецтв. Закінчила Художню школу Товариства заохочення мистецтв у Петербурзі. Деякий час навчалася у Парижі: спочатку в Академії Жюліана, а потім у художників Кастеллуко та Василя Савінського.
Протягом трьох років (1919—1922) працювала на Державному фарфоровому заводі. Починала художницею-копіїсткою у філії живописної майстерні на базі колишнього училища барона О. Л. Штігліца.
До 1924 року Любов Гауш жила і працювала в Петрограді, в 1924 році за рекомендацією лікарів (через ревматизм) разом з чоловіком переїхала на південь. З 1924 по 1928 роки художниця проживала у Севастополі, потім в Одесі (1928—1939 рр.), з 1939 знову в Криму (Сімферополь, Ялта).
Під час Другої світової війни, восени 1943 року, як етнічна італійка, разом з чоловіком, скористалась можливістю переїхати до Австрії до табору для переміщених осіб, де й померла в 1945 році.

## Творчість
Брала участь у виставках з 1909 року («Світ мистецтва», «Салон», Товариство південноросійських художників, а також Асоціації К. Костанді в Одесі, членом якої була з 1927 року).

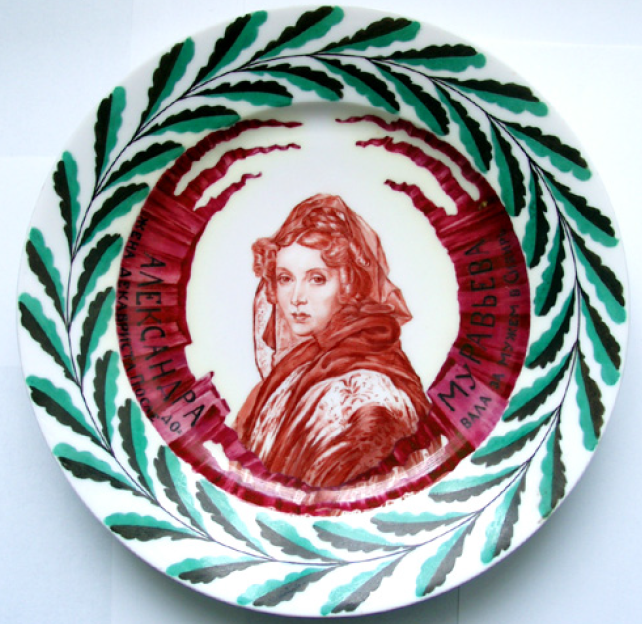

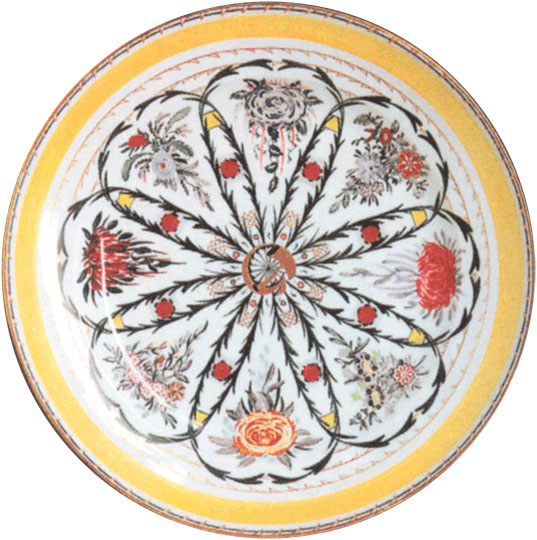

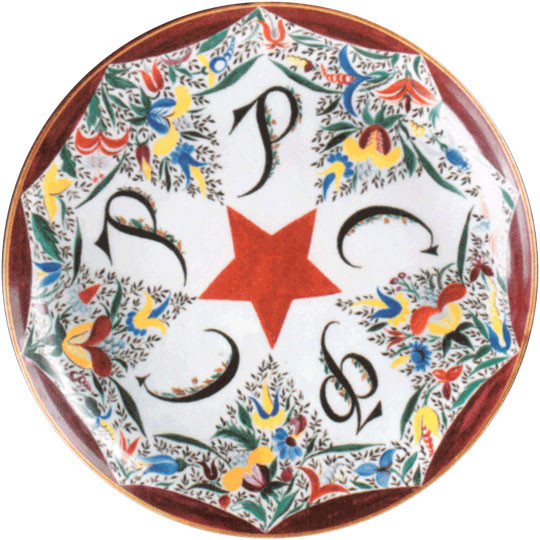

Під час роботи на Державному фарфоровому заводі на базі колишнього училища барона О. Л. Штігліца виконала копії з двох малюнків художника В. Лебедєва. Пізніше створила цілий ряд оригінальних малюнків. Відома її серія тарілок з портретами декабристів, виконана на основі матеріалів музею революції і приватного зібрання П. А. Щогольова.
Писала портрети, пейзажі, натюрморти; працювала в галузі станкового, декоративно-прикладного мистецтва, мініатюри. Роботи підписувала ініціалами «Л. Р.».
Найбільш відомі роботи
- тарілки з портретом Є. Лаваль (дружини декабриста С. П. Трубецького), Марії Волконської[4], декабристів С. Г. Волконського, Г. С. Батенькова, М. М. Муравйова-Апостола, М. С. Луніна, К. Ф. Рилєєва,
- кругле блюдо з золотою емблемою,
- тарілки з написами «Ми перетворимо весь світ на квітучий сад» і «Червона зірка. РРФСР».

Портрет пензля художниці її двоюрідного брата Миколи Міліоті зберігається в Третьяковській галереї у Москві.